# Steinheim am Albuch
Steinheim am Albuch là một thị xã nằm ở huyện Heidenheim thuộc bang Baden-Württemberg, miền nam nước Đức.